# 2016년 라호르 폭탄 테러
2016년 3월 27일 현지 시간 오후 6시 30분 경에 파키스탄의 라호르 굴샨에이크발 공원 입구에서 폭탄 테러가 발생하였다. 이 테러로 용의자를 포함하여 적어도 72명이 사망하고 300명이 부상당했다.

## 같이 보기
- 파키스탄의 기독교